# Seznam dílů seriálu Andi Mack
Toto je seznam dílů seriálu Andi Mack.

## Přehled řad
| Řada | Díly | Premiéra v USA | Premiéra v USA    |
| Řada | Díly | První díl      | Poslední díl      |
| ---- | ---- | -------------- | ----------------- |
| 1    | 12   | 7. dubna 2017  | 23. června 2017   |
| 2    | 25   | 27. října 2017 | 13. srpna 2018    |
| 3    | 20   | 8. října 2018  | 26. července 2019 |

## Seznam dílů

### První řada (2017)
| Č. v seriálu | Č. v řadě | Původní název          | Režie            | Scénář                     | Premiéra v USA  | Prod. kód |
| ------------ | --------- | ---------------------- | ---------------- | -------------------------- | --------------- | --------- |
| 1            | 1         | 13                     | Paul Hoen        | Terri Minsky               | 7. dubna 2017   | 101       |
| 2            | 2         | Outside the Box        | Paul Hoen        | Terri Minsky               | 7. dubna 2017   | 102       |
| 3            | 3         | Shhh!                  | David Warren     | Erin Dunlap                | 14. dubna 2017  | 103       |
| 4            | 4         | Dancing in the Dark    | Paul Hoen        | Phil Baker                 | 21. dubna 2017  | 104       |
| 5            | 5         | It's Not About You     | Joe Menendez     | Rayna McClendon            | 28. dubna 2017  | 105       |
| 6            | 6         | She Said, She Said     | Paul Hoen        | Suzanne Weber              | 5. května 2017  | 106       |
| 7            | 7         | Dad Influence          | Jerry O'Connell  | Elena Song                 | 12. května 2017 | 107       |
| 8            | 8         | Terms of Embarrassment | Adam Weissman    | Sam Wolfson                | 19. května 2017 | 108       |
| 9            | 9         | She's Turning Into You | Michael Grossman | Erin Dunlap                | 2. června 2017  | 109       |
| 10           | 10        | Home Away From Home    | Eyal Gordin      | Phil Baker                 | 9. června 2017  | 110       |
| 11           | 11        | Were We Ever?          | Paul Hoen        | Sam Wolfson                | 16. června 2017 | 111       |
| 12           | 12        | Best Surprise Ever     | Vanessa Parise   | Elena Song a Suzanne Weber | 23. června 2017 | 112       |

### Druhá řada (2017–2018)
| Č. v seriálu | Č. v řadě | Původní název                  | Režie                     | Scénář                     | Premiéra v USA     | Prod. kód |
| ------------ | --------- | ------------------------------ | ------------------------- | -------------------------- | ------------------ | --------- |
| 13           | 1         | Hey, Who Wants Pizza?          | Eyal Gordin               | Terri Minsky               | 27. října 2017     | 113–201   |
| 14           | 2         | Chinese New Year               | Eyal Gordin               | Elena Song                 | 3. listopadu 2017  | 202       |
| 15           | 3         | Friends Like These             | Adam Weissman             | Phil Baker                 | 10. listopadu 2017 | 203       |
| 16           | 4         | Mama                           | Eyal Gordin               | Terri Minsky               | 17. listopadu 2017 | 205       |
| 17           | 5         | The Snorpion                   | Eyal Gordin               | Erin Dunlap                | 24. listopadu 2017 | 206       |
| 18           | 6         | I Wanna Hold Your Wristband    | Joe Menendez              | Sam Wolfson                | 1. prosince 2017   | 207       |
| 19           | 7         | Head Over Heels                | Joe Menendez              | Erin Dunlap                | 15. ledna 2018     | 208       |
| 20           | 8         | There's a Mack in the Shack    | Paul Hoen                 | Elena Song                 | 19. ledna 2018     | 209       |
| 21           | 9         | You're the One That I Want     | Paul Hoen                 | Phil Baker                 | 26. ledna 2018     | 210       |
| 22           | 10        | A Good Hair Day                | Paul Hoen a Adam Weissman | Suzanne Weber              | 2. února 2018      | 204       |
| 23           | 11        | Miniature Gulf                 | Paul Hoen                 | Suzanne Weber              | 9. února 2018      | 211       |
| 24           | 12        | We Were Never                  | Michelle Manning          | Sam Wolfson                | 16. února 2018     | 212       |
| 25           | 13        | Cyrus' Bash-Mitzvah!           | Paul Hoen                 | Terri Minsky               | 23. února 2018     | 213–214   |
| 26           | 14        | Better to Have Wuvved and Wost | Kenny Ortega              | Jason Dorris               | 4. června 2018     | 215       |
| 27           | 15        | Perfect Day 2.0                | Paul Hoen                 | Erin Dunlap                | 11. června 2018    | 216       |
| 28           | 16        | Truth or Truth                 | Joe Menendez              | Suzanne Weber              | 18. června 2018    | 217       |
| 29           | 17        | A Walker to Remember           | Joe Menendez              | Elena Song                 | 25. června 2018    | 218       |
| 30           | 18        | Crime Scene: AndiShack!        | Charles Minsky            | Phil Baker                 | 2. července 2018   | 219       |
| 31           | 19        | Andi's Choice                  | Paul Hoen                 | Sam Wolfson                | 9. července 2018   | 220       |
| 32           | 20        | For the Last Time              | Michelle Manning          | Jonathan S. Hurwitz        | 16. července 2018  | 221       |
| 33           | 21        | Buffy in a Bottle              | Paul Hoen                 | Erin Dunlap                | 23. července 2018  | 222       |
| 34           | 22        | Keep a Lid on It               | Joe Menendez              | Joanne Lee                 | 30. července 2018  | 223       |
| 35           | 23        | Bought, Lost or Stolen         | Paul Hoen                 | Phil Baker a Sam Wolfson   | 6. srpna 2018      | 224       |
| 36           | 24        | We're on Cloud Ten             | David Kendall             | Elena Song a Suzanne Weber | 10. srpna 2018     | 225       |
| 37           | 25        | The Cake That Takes the Cake   | Paul Hoen                 | Terri Minsky               | 13. srpna 2018     | 226       |

### Třetí řada (2018–2019)
| Č. v seriálu | Č. v řadě | Původní název                | Režie               | Scénář                      | Premiéra v USA     | Prod. kód |
| ------------ | --------- | ---------------------------- | ------------------- | --------------------------- | ------------------ | --------- |
| 38           | 1         | The Boys Are Back            | Michelle Manning    | Terri Minsky                | 8. října 2018      | 301       |
| 39           | 2         | Howling at the Moon Festival | Paul Hoen           | Elena Song                  | 15. října 2018     | 302       |
| 40           | 3         | It's a Dilemna               | Paul Hoen           | Erin Dunlap                 | 22. října 2018     | 303       |
| 41           | 4         | Hole in the Wall             | Michelle Manning    | Sam Wolfson                 | 2. listopadu 2018  | 304       |
| 42           | 5         | That Syncing Feeling         | Paul Hoen           | Suzanne Weber               | 9. listopadu 2018  | 305       |
| 43           | 6         | Cookie Monster               | Paul Hoen           | Phil Baker                  | 16. listopadu 2018 | 306       |
| 44           | 7         | The New Girls                | Michelle Manning    | Elena Song a Suzanne Weber  | 30. listopadu 2018 | 307       |
| 45           | 8         | I Got Your Number            | Joe Menendez        | Sam Wolfson                 | 18. ledna 2019     | 308       |
| 46           | 9         | Secret Society               | Paul Hoen           | Phil Baker                  | 25. ledna 2019     | 309       |
| 47           | 10        | The Quacks                   | Aprill Winney       | Erin Dunlap                 | 1. února 2019      | 310       |
| 48           | 11        | One in a Minyan              | Michelle Manning    | Jonathan Hurwitz            | 8. února 2019      | 311       |
| 49           | 12        | The Ex Factor                | Paul Hoen           | Erin Dunlap                 | 22. února 2019     | 312       |
| 50           | 13        | Mount Rushmore or Less       | Paul Hoen           | Suzanne Weber               | 1. března 2019     | 313       |
| 51           | 14        | Hammer Time                  | Paul Hoen           | jason Dorris                | 21. června 2019    | 314       |
| 52           | 15        | Unloading Zone               | Brent Geisler       | Phil Baker                  | 21. června 2019    | 315       |
| 53           | 16        | One Girl's Trash             | Paul Hoen           | Elena Song                  | 28. června 2019    | 316       |
| 54           | 17        | Arts and Inhumanities        | Leslie Kolins Small | Sam Wolfson                 | 5. července 2019   | 317       |
| 55           | 18        | Something to Talk A-Boot     | Paul Hoen           | Erin Dunlap a Elena Song    | 12. července 2019  | 319       |
| 56           | 19        | A Moving Day                 | Michelle Manning    | Suzanne Weber a Sam Wolfson | 19. července 2019  | 320       |
| 57           | 20        | We Were Here                 | Paul Hoen           | Terri Minsky                | 26. července 2019  | 321       |